# US Sassuolo Calcio
US Sassuolo Calcio är en fotbollsklubb från Sassuolo i Italien. Laget spelade upp sig till Serie A 2013. Laget spelar sina hemmamatcher på Mapei Stadium i Reggio nell'Emilia.

## Historia
US Sassuolo Calcio bildades 1922 och tog sina färger, grönt och svart, från den engelska klubben Lancaster Rovers FC.
Klubben tillbringade större delen av sin historia i lägre lokala serier och det var först 1984 som man tog steget upp i det nationella och professionella Serie C2. Laget gjorde sex raka säsonger i Serie C2, innan man åkte ur säsongen 1989/1990. Efter flera säsonger i Serie D var man tillbaka i Serie C2 till säsongen 1998/1999. Efter tre mittenplaceringar fick laget tre säsonger i rad, 2001/02 - 2003/04, kvala för att hänga kvar. 2003/2003 förlorade man kvalmatchen, men tilldelades ändå en plats i serien. 2005/2006 slutade laget på andra plats och kvalade sig upp i Serie C1 för första gången i klubbens historia. Redan första säsongen i Serie C1 slutade man på en andra plats, men förlorade i kvalet mot Monza. Året efter vann man serien och var därmed redo för en historisk första säsong i Serie B 2008/2009. Efter en sjunde placering 2008/2009 var laget redo för större saker och 2009/2010 slutade man på en fjärde plats, men förlorade i kvalet till Serie A mot Torino. Säsongen 2012/2013 vann man Serie B och gör därmed sin första säsong någonsin i italienska högstadivision säsongen 2013/2014.

## Spelare

### Truppen
Korrekt per den 17 september 2021
| 24 | Italien | Giacomo Satalino | 20 maj 1999     | Fiorentina (-17) |
| 47 | Italien | Andrea Consigli  | 27 januari 1987 | Atalanta (-14)   |
| 56 | Italien | Gianluca Pegolo  | 25 mars 1981    | Siena (-13)      |

| 3  | Italien   | Edoardo Goldaniga      | 2 november 1993  | Palermo (-17)            |
| 5  | Turkiet   | Kaan Ayhan             | 10 november 1994 | Fortuna Düsseldorf (-20) |
| 6  | Brasilien | Rogério                | 13 januari 1998  | Juventus (-17)           |
| 13 | Italien   | Federico Peluso        | 20 januari 1984  | Juventus (-14)           |
| 17 | Turkiet   | Mert Müldür            | 3 april 1999     | Rapid Wien (-19)         |
| 19 | Italien   | Filippo Romagna        | 26 maj 1997      | Cagliari (-19)           |
| 21 | Rumänien  | Vlad Chiriches         | 14 november 1989 | Napoli (-19)             |
| 22 | Tyskland  | Jeremy Toljan          | 8 augusti 1994   | Borussia Dortmund (-19)  |
| 31 | Italien   | Gian Marco Ferrari     | 15 maj 1992      | Crotone (-16)            |
| 77 | Grekland  | Georgios Kyriakopoulos | 5 februari 1996  | Asteras Tripolis (-19)   |

| 4  | Italien          | Francesco Magnanelli | 12 november 1984  | Sangiovannese (-05)    |
| 8  | Frankrike        | Maxime López         | 4 december 1997   | Marseille (-20)        |
| 10 | Serbien          | Filip Đuričić        | 30 januari 1992   | Sampdoria (-18)        |
| 14 | Ekvatorialguinea | Pedro Obiang         | 27 mars 1992      | West Ham United (-19)  |
| 16 | Italien          | Davide Frattesi      | 22 september 1999 | Roma (-17)             |
| 20 | Nederländerna    | Abdou Harroui        | 13 januari 1998   | Sparta Rotterdam (-21) |
| 23 | Elfenbenskusten  | Hamed Junior Traorè  | 16 februari 2000  | Empoli (-19)           |
| 97 | Brasilien        | Matheus Henrique     | 19 december 1997  | Gremio (-21)           |

| 7  | Elfenbenskusten | Jérémie Boga          | 3 januari 1997   | Chelsea (-18)         |
| 18 | Italien         | Giacomo Raspadori     | 18 februari 2000 | US Sassuolo Calcio    |
| 25 | Italien         | Domenico Berardi      | 1 augusti 1994   | Juventus (-13)        |
| 91 | Italien         | Gianluca Scamacca     | 1 januari 1999   | PSV (-17)             |
| 92 | Frankrike       | Grégoire Defrel       | 17 juni 1991     | Roma (-19)            |
| -  | Uruguay         | Nicolás Schiappacasse | 12 januari 1999  | Atlético Madrid (-20) |

Not: Spelare i kursiv stil är inlånade.

### Utlånade spelare
| Nr | Land     | Pos | Namn                                                        |
| -- | -------- | --- | ----------------------------------------------------------- |
|    | Italien  | MF  | Alessandro Mercati (i Aquila Montevarchi till 30 juni 2022) |
|    | Italien  | MV  | Alessandro Russo (i Alessandria till 30 juni 2022)          |
|    | Italien  | MF  | Andrea Ghion (i Perugia till 30 juni 2022)                  |
|    | Italien  | A   | Andrea Mattioli (i Città di Pontedera till 30 juni 2022)    |
|    | Italien  | F   | Andrea Meroni (i Cremonese till 30 juni 2022)               |
|    | Italien  | A   | Brian Oddei (i Crotone till 30 juni 2022)                   |
|    | Italien  | F   | Claud Adjapong (i Reggina till 30 juni 2022)                |
|    | Italien  | A   | Enrico Brignola (i Benevento till 30 juni 2022)             |
|    | Italien  | MF  | Federico Artioli (i Grosseto till 30 juni 2022)             |
|    | Italien  | A   | Francesco Caputo (i Sampdoria till 30 juni 2022)            |
|    | Rumänien | MF  | Iulius Marginean (i Messina till 30 juni 2022)              |
|    | Danmark  | A   | Jens Ödgaard (i Waalwijk till 30 juni 2022)                 |
|    | Senegal  | A   | Khouma Babacar (i Alanyaspor till 30 juni 2022)             |

| Nr | Land      | Pos | Namn                                               |
| -- | --------- | --- | -------------------------------------------------- |
|    | Italien   | MF  | Leonardo Sernicola (i Cremonese till 30 juni 2022) |
|    | Tjeckien  | A   | Lukáš Haraslín (i Sparta Prag till 30 juni 2022)   |
|    | Italien   | MF  | Manuel Locatelli (i Juventus till 30 juni 2023)    |
|    | Italien   | MF  | Marco Pinato (i Pordenone till 30 juni 2022)       |
|    | Italien   | MF  | Marco Sala (i Crotone till 30 juni 2022)           |
|    | Kroatien  | F   | Martin Erlic (i Spezia till 30 juni 2022)          |
|    | Italien   | F   | Matteo Saccani (i Vis Pesaro till 30 juni 2022)    |
|    | Marocko   | MF  | Mehdi Bourabia (i Spezia till 30 juni 2022)        |
|    | Italien   | F   | Riccardo Marchizza (i Empoli till 30 juni 2022)    |
|    | Brasilien | F   | Ruan (i Gremio till 31 december 2021)              |
|    | Italien   | F   | Stefano Piccinini (i Vis Pesaro till 30 juni 2022) |
|    | Italien   | MV  | Stefano Turati (i Reggina till 30 juni 2022)       |

## Tidigare spelare
Se Spelare i US Sassuolo Calcio

## Meriter
- Segrare Serie C:1

2007/2008

## Stadio
Sassuolo spelade traditionellt sina hemmamatcher på Stadio Enzo Ricci i Sassuolo. Stadion som byggdes 1972 tar 4 000 åskådare. 
Efter uppflyttningen till Serie B 27 april 2008 flyttade laget istället till den betydligt större Stadio Alberto Braglia i grannkommunen Modena. Braglia, som har plats för 21 151 åskådare, är också hemmaplan för Modena.